# Cratere Osipenko
Osipenko  è un cratere sulla superficie di Venere. Deve il proprio nome a Polina Denysivna Osypenko (in ucraino Поліна Денисівна Осипенко?), aviatrice sovietica di etnia ucraina, nonché una delle prime donne a essere insignite del titolo di Eroina dell'Unione Sovietica.